# Sigmund Gossembrot
Sigmund Gossembrot (1417-1493) (* Augsburgo, 1417 † Estrasburgo, 31 de Janeiro de 1493) foi humanista e burgomestre de Augsburgo. Foi uma das figuras mais proeminentes da Cidade Imperial em meados do século XV.

## Biografia
Estudou em Viena em 1433-36, onde entrou em contato com o humanismo. Em 1450, entrou para o círculo de humanistas, onde se destacavam, dentre outros, o cardeal Peter von Schaumberg (1388-1469), Hermann Schedel (1410-1485), Valentin Eber (1420-1496) e Sigmund Meisterlin (1435-1497). Em 1458 foi eleito burgomestre de Augusburgo. Em 1461 ele se retirou para o mosteiro Johannes de Estrasburgo. 

## Obras
- Augsburgisches Wappenbuch des Sigmund Gossembrot, Bürgermeisters von Augsburg, 1469 (Livro de Brasões de Sigmund Gossembrot, Burgomestre de Augsburgo)
- Totentanz (A Dança Macabra)[5]

## Família
- Ursula Arzt (1416-1461), esposa com quem casou em 1436
- Ulrich Gossembrot (1439-1465), filho
- Sigmund II. Gossembrot (1442-1500), (* 10 Nov 1442 † 2 Set 1500), filho, foi humanista e também burgomestre de Augsburgo
- Georg Gossembrot (1450-1502), filho
- Sybille Gossembrot (1438-1465), filha, foi casada com Leonhard Langenmantel (1390-1470), burgomestre em Augsburgo.
- Magdalena Gossembrot (1444-?)
- Anna Gossembrot (1437-?)
- Conrad Gossembrot (1447-)
- Sigismund Gossembrot,  pai, * c1370, Augsburgo † 8 Set 1418, Vicenza
- Anna Minner, mãe,   * c1388, Augsburgo,   † 6 Fev 1436, Augsburgo